# Maurer SE
Maurer AG, раніше відома як Maurer Söhne GmbH & Co. KG, є компанією, основний вид діяльності якої повʼязаний із виробництвом деформаційних швів, систем для протидії сейсмічній активності, гідравлічних демпферів (MHD), в основному для мостових конструкцій та шляхопроводів, а також будівель, що знаходяться в сейсмічно-активних зонах. Дочірня компанія також займається виробництвом зі сталевих конструкцій  американських гірок і атракціонів для вільного падіння. 
Заснована в 1876 році в Мюнхені, Німеччина.   15 грудня 2014 року компанія змінила назву на Maurer AG. 

## Основний вид діяльності компанії
Переміщеннями будівель, мостів та інших складних споруд, викликаних транспортними навантаженнями, вітром, температурою або землетрусами можна керувати за допомогою цілеспрямованої спеціальної продукції, такої як: опорні частини, деформаційні шви, динамічні гасники коливань і сейсмозахисне обладнання.  
Наприклад, компанія виробляє всі типи опорних частин  для будівельних споруд та мостів, які  сприймають та передають вертикальні та горизонтальні навантаження та забезпечують можливість поворотів опорних вузлів, а також відносні переміщення там, де це потрібно.
Також, компанія виробляє деформаційні шви, які дозволяють при активних змінах температури та впливу транспортного навантаження зберігати цілісність конструктиву. Для цього на кінцях прогонової будови влаштовують так звані «деформаційні шви», які забезпечують переміщення прогонових будов. 
Ще одним із напрямків роботи компанії є сейсмозахист. У середині 90-х років Maurer  розпочав випуск продукції для захисту споруд від пошкоджень внаслідок сейсмічних впливів Сейсмозахисне обладнання дозволяє дуже ефективно захистити від пошкоджень мости, будівлі та особливо чутливі установки, наприклад сховища зрідженого газу. Водночас  обладнання знижує дії, що виникають при звичайній експлуатації.

## Діяльність в Україні
Maurer AG протягом багатьох років працює в Україні. Деформаційні шви та опорні частини "MAURER" встановлювалися на Подільсько-Воскресенському, новому Запорізькому, Дарницькому мостових переходах, а також на багатьох інших об'єктах. Також, структурний підрозділ, що займається виготовленням американських гірок був причетний до їх виготовлення та встановлення в ТРЦ "Respublika park" та "Lavina mall" ("Galaxy"). 
В Україні діє підрозділ "Маурер Україна", що є офіційним представником компанії на ринку та здійснює роботи, пов'язані з монтажем деформаційних швів, опорних частин та іншої продукції "MAURER" власними силами та надає послуги шефмонтажу. В Україні також виробляються однопрофільні деформаційні шви "MAURER" (D-80, D-100, DB-80, DB-100).

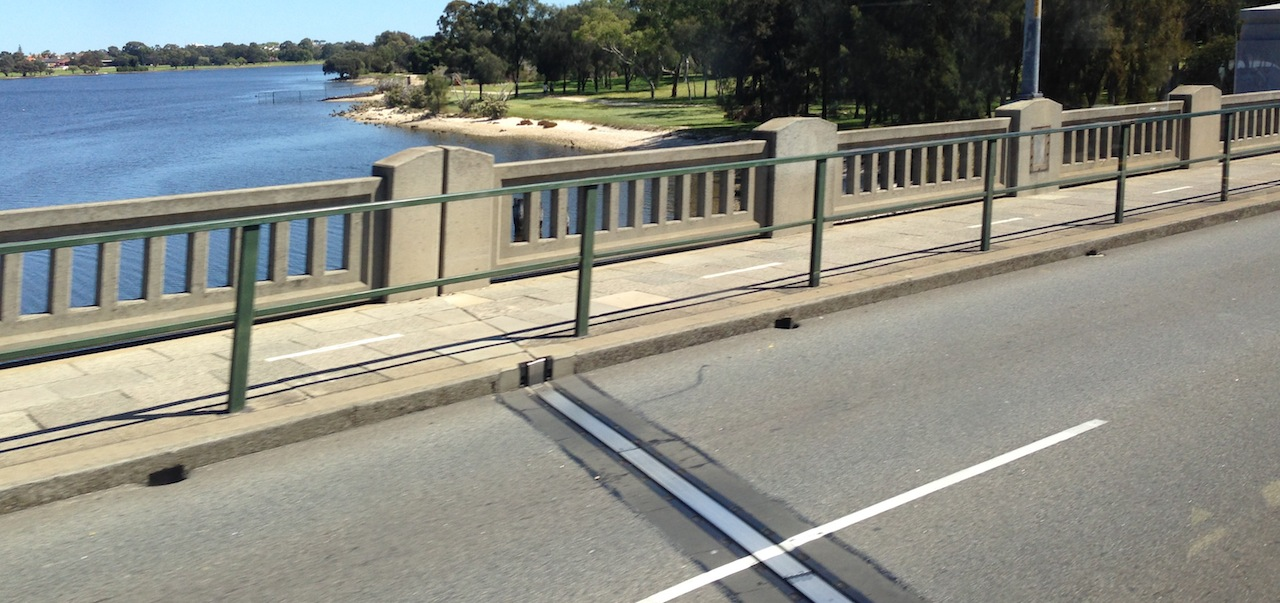
Деформаціний шов (ілюстративне зображення)

## Виготовлення американських гірок

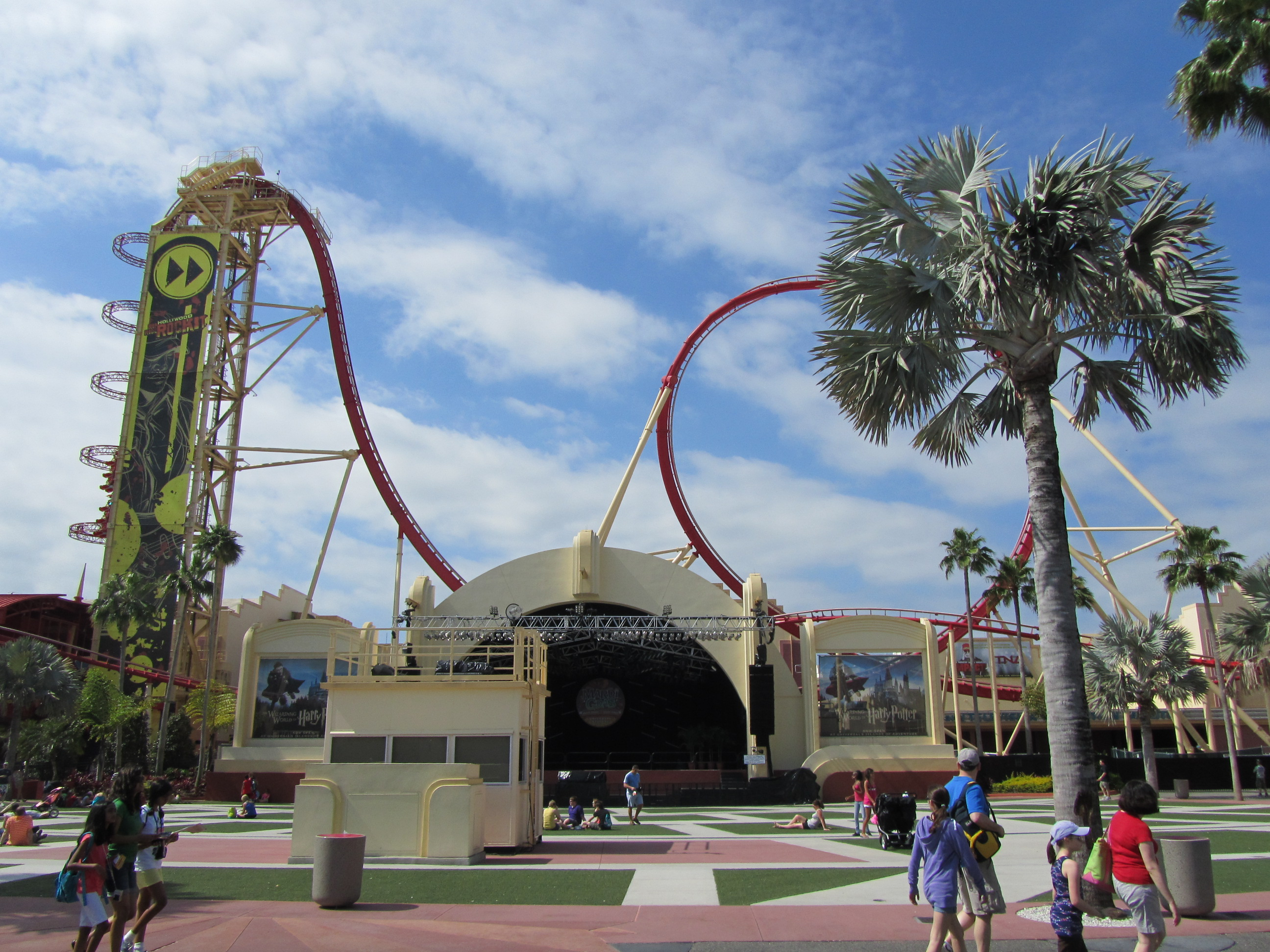
Неінвертуючий циклічний елемент Hollywood Rip Ride Rockit в Universal Studios Florida, музичний X-Car.

У 1993 році Маурер очолив підрозділ атракціонів іншої німецької фірми BHS.  Компанія BHS побудувала чотири американські гірки за проєктом Schwarzkopf, працюючи над цим із Сансеєм Юсокі та Зірером . Перші американські гірки для компанії Maurer  були спеціальні американські гірки "Venus GP", які були відкриті в "Space World" у 1996 році. З того часу Maurer AG  виготовив більше як 50 американських гірок. 
Одним із перших видів американських гірок, які виготовив Maurer AG, були "дикі миші". Серія гірок отримала назву "Wilde Maus Classic". Вони були вперше встановленні під тематичною назвою" Kopermijn" у сімейному парку "Drievliet" у 1996 році. Наприкінці 2010 року серія гірок "Wilde Maus Classic" була встановлена у 13 місцях по всьому світу. 
У 2000 році компанія Maurer представила S-Coaster.  S-Coaster — це обертові американські гірки "MAURER".  Це найпопулярніша серія гірок  (з точки зору інсталяцій), який  Maurer AG коли-небудь виробляв. Встановлено  понад 21  по всьому світу. 
X-Coaster, ще одна серія від Maurer AG, доступна у різних дизайнах: X-Car, X-Train і SkyLoop. У категорії X-Car Maurer AG виготовляє атракціони з катерами,  вертикальними підйомниками,  кріслами без підлоги  та кріслами з вбудованими музичними системами.  X-Train X-Coaster має 4 сидіння поперек (2 сидіння над колією та одне з обох боків від колії як сидіння без підлоги). У категорії SkyLoop Maurer AG пропонує різноманітні моделі, включаючи XT 150 (150 м (490 фут) у довжину),  XT 450 (450 м (1 480 фут) у довжину),  запущені  та індивідуальні конструкції. 

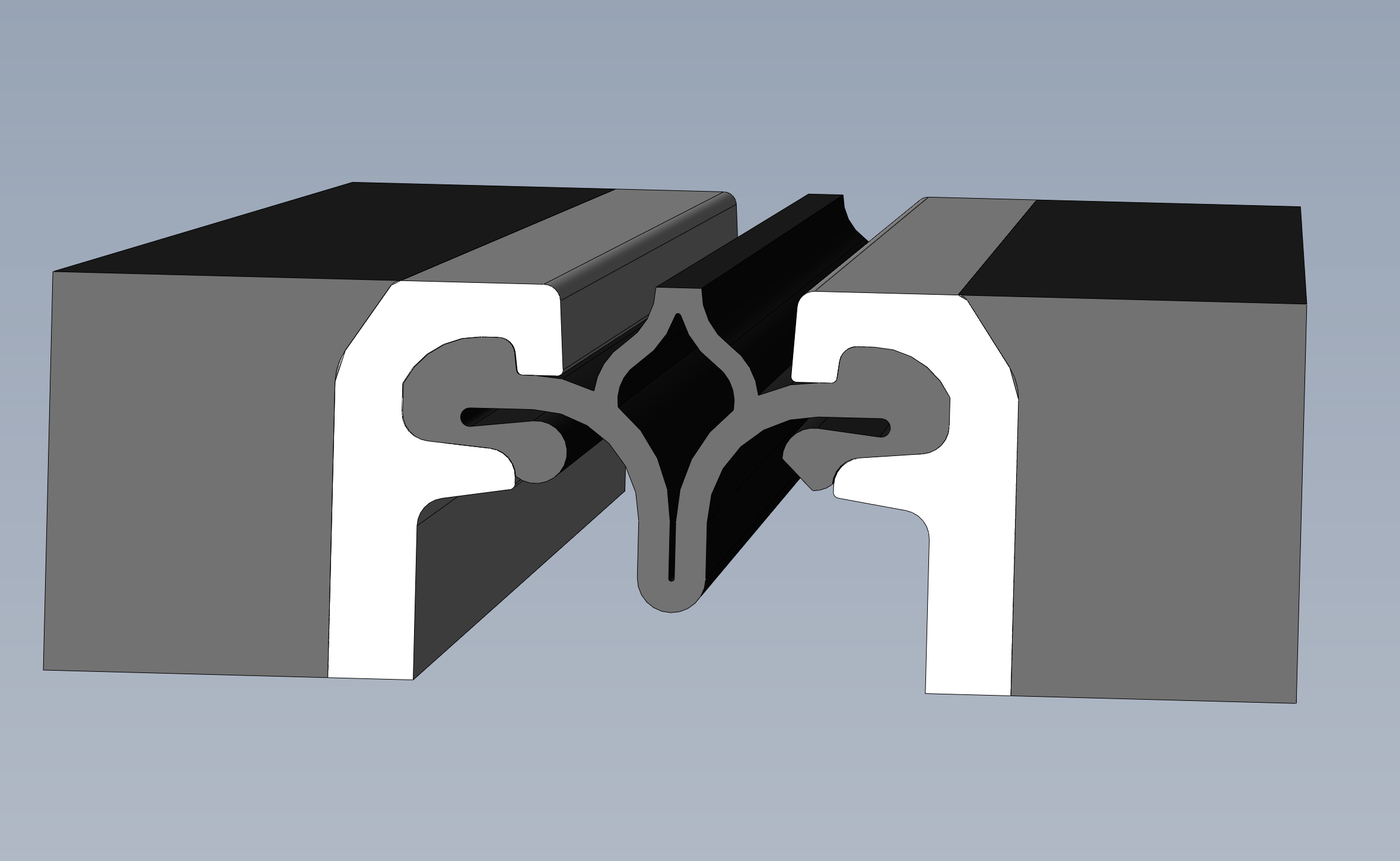
Однопрофільний найпростіший шов MAURER в розрізі

Зовсім недавно, у 2010 році, Maurer AG представив R-Coaster. R-Coaster — це тип гоночних американських гірок, ще одна серія. Це найшвидші американські гори, які мають особливу конструкцію, що складається з кількох комплектів лінійних синхронних двигунів на двох паралельних доріжках. Перший і наразі єдиний R-Coaster — це Fiorano GT Challenge у Ferrari World в Абу-Дабі.  
 

У 2018 році було оголошено, що Маурер побудує перші американські гірки в морі на круїзному лайнері Carnival. 

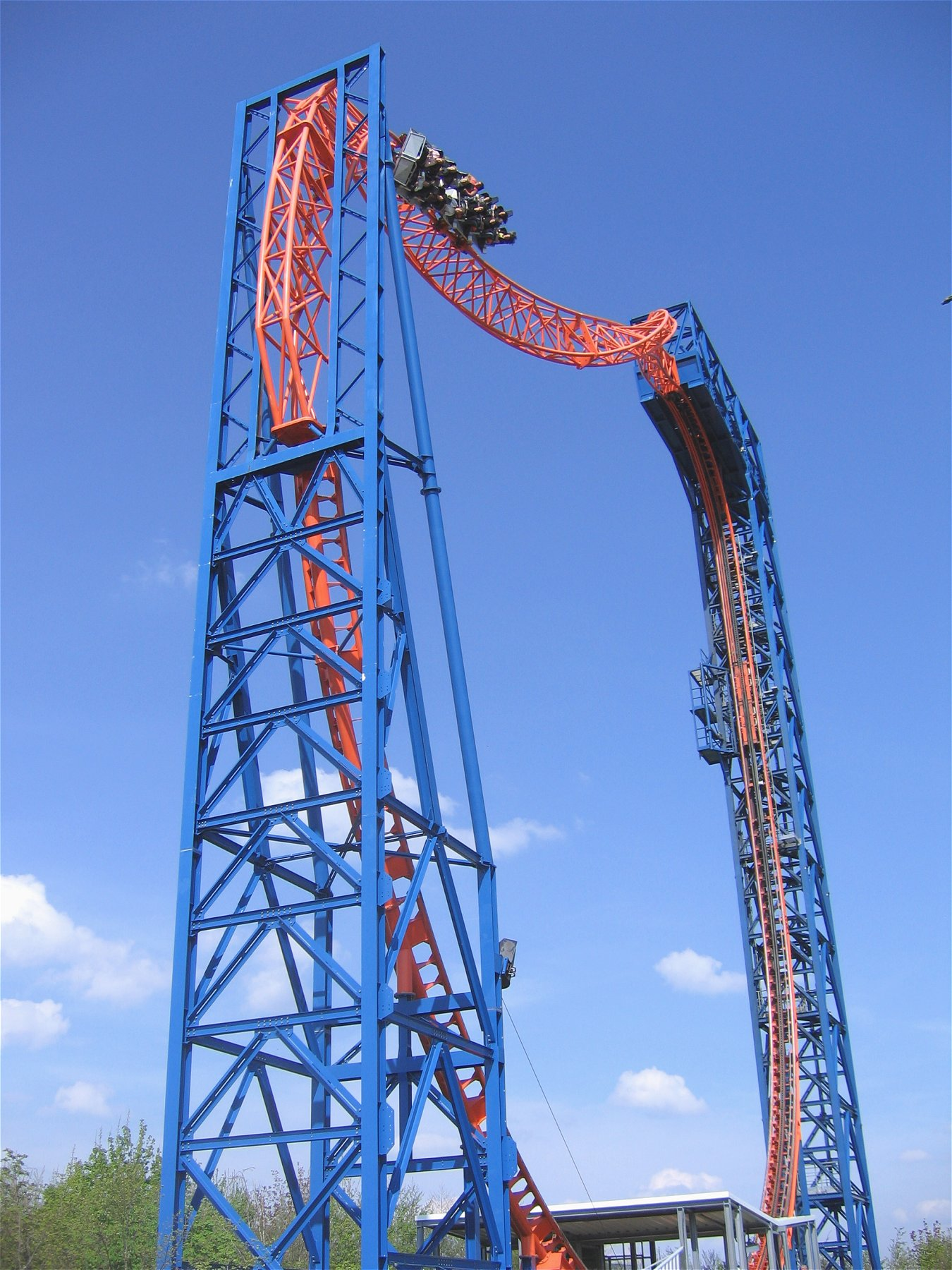
Sky Wheel у Skyline Park — це SkyLoop XT 150 X-Coaster.

Станом на 2023 рік компанія Maurer AG побудувала 68 американських гірок по всьому світу, в тому числі незначні проєкти в Україні. 

### Колесо огляду від Maurer
Maurer German Wheels є дочірньою компанією Maurer Söhn, яка виробляє гігантські колеса огляду R80XL за ліцензією Bussink Design. 